# Biuretski test
Biuretski test (biuretska reakcija) ali Piotrowskijev test je kvalitativni kemijski test, ki se uporablja za dokazovanje prisotnosti peptidnih vezi, značilnih za beljakovine. V prisotnosti beljakovin bakrovi (II) ioni tvorijo rožnato obarvan kompleks. Metoda je svoje ime dobila po snovi, ki se imenuje biuret (H2NCONHCONH2), in nastaja ob segrevanju sečnine. Na Poljskem je biuretski test v čast poljskemu fiziologu Gustawu Piotrowskijevemu, ki je metodo opisal leta 1857, poznan tudi pod imenom Piotrowskijev test. Pri reakciji se bakrovi (II) ioni vežejo z atomi peptidne vezi (skupina -CONH-).
Iz osnovne različice so razvili več različic tega testa. Biuretski test je najprimernejši za analiziranje tkivnih delcev, v katerih je visoka koncentracija beljakovin, saj je neobčutljiv za prisotnost prostih aminokislin (te nimajo peptidne vezi, ki se vzpostavi komaj s povezavo dveh aminokislin v dipeptid). Med aminokislinami je izjema histidin, ki prav tako daje pozitivno reakcijo. Pogosto se testa poslužujejo v analitski biomedicini pri dokazovanju beljakovin v urinu (seču).

## Postopek
Vodni raztopini izbranega vzorca se doda enaka prostornina 1-odstotne baze (na primer natrijevega ali kalijevega hidroksida), ki tekočino naredi alkalno, nakar se v tako pripravljeno raztopino kane nekaj kapljic v vodi raztopljenega bakrovega (II) sulfata (CuSO4). Raztopina se zatem zmeša.
Ob prisotnosti beljakovin v vzorcu (in posledično tudi peptidnih vezi) se raztopina obarva rožnato do vijolično. Večja intenziteta barve pokaže na večje število kompleksov, ki so nastali s povezavami med peptidnimi vezmi in bakrom, pa tudi na večje število peptidnih vezi v vzorcu. Negativna reakcije ne povzroči spremembe barve.
Po nekaterih podatkih je test zanesljiv pri vsebnosti beljakovin 0,0100 – 5,00 mg/mL. Za učinkovito dokazovanje peptidnih vezi z opisanimi reagenti so nujni peptidi, ki so dolgi vsaj tri aminokisline (tripeptidi) in tako vsebujejo vsaj dve peptidni vezi. S takšno raztopino reagirajo tudi različni pufri (denimo amonijak), ki preprečijo normalen potek testa. Učinke amonijevih in magnezijevih ionov je mogoče izničiti z uporabo večjih količin alkalij.
Biuretski test se lahko uporablja tudi kot kvantitativna metoda, pri čemer se koncentracije beljakovin v vzorcu meri s spektrofotometričnimi analizami. Metoda temelji na načelu, da je absorpcija nastalega obarvanega kompleksa sorazmerna s količino beljakovin v merjenem vzorcu.

## Biuretski reagent
Biuretski reagent vsebuje natrijev hidroksid (NaOH) ali kalijev hidroksid (KOH) in hidriran bakrov (II) sulfat, ki se jima doda tudi kalijev natrijev tartrat, namenjen stabilizaciji bakrovih ionov (pravimo, da je tako imenovan kelat) in večanju njihove topnosti. Reagent je zaradi bakrovih ionov obarvan modro (takšne barve ostane tudi vzorec, ki ima negativno reakcijo na biuretskem testu).

## Kemizem testa
V alkalni raztopini modro obarvani bakrovi (II) ioni tvorijo kompleks s peptidnimi vezmi beljakovin. Te imajo namreč na mestu dušika neparjene elektronske pare, k reakciji pa pripomore tudi kisik vodne molekule. Zaradi tega pride do nastajanja rožnato (vijolično) obarvanega kompleksa med Cu2+ ioni in skupinami atomov peptidne vezi, C=O ter =NH.
Ker test daje pozitivno reakcijo na vsako spojino, ki vsebuje vsaj dve karbonilni skupini (C=O), vezani na dušikov ali ogljikov atom, je treba za večjo zanesljivost izvesti tudi drugačne detekcijske metode.